# Aldin Ðidić
Aldin Ðidić (* 30. August 1983 in Zenica) ist ein bosnisch-herzegowinischer Fußballspieler.

## Karriere
Ðidić begann seine Karriere beim NK Čelik Zenica, von wo er 2004 zum NK Posušje wechselte. 2007 wechselte er zum russischen Verein Kamas Nabereschnyje Tschelny. Nach einer Saison ging er zu Baltika Kaliningrad. 2010 wurde er vom kasachischen Verein Schachtjor Qaraghandy verpflichtet.

## Erfolge
- Kasachischer Meister: 2011, 2012
- Kasachischer Pokalsieger: 2013